# ルキウス・ルクレティウス・トリキピティヌス
ルキウス・ルクレティウス・トリキピティヌス（Lucius Lucretius Tricipitinuss）は共和政ローマの政治家、軍人である。紀元前462年に執政官（コンスル）を務めた。同僚執政官はティトゥス・ウェトゥリウス・ゲミヌス・キクリヌスであった。
前年にローマには疫病が流行したが、紀元前462年にはそれも落ち着いた。このため、長年のウォルスキの略奪に苦しんでいた同盟国のヘルニキがローマに支援を依頼すると、同盟国支援のために両執政官にそれぞれ軍を率いさせることができた。
ティトゥス・ウェトゥリウスは直接ウォルスキ領土を攻め、ルキウス・ルクレティウスはアエクイに対する作戦を行ったが、アエクイは野戦を避けて篭城した。
ルキウス・ルクレティウスの軍は、ラティウムのガビイとトゥスクルム付近で襲撃を繰り返し、大量の略奪品を持って帰還途中であった、ウォルスキの大軍を打ち破った。
「ウォルスキはほとんど地上から消え去ったようであった。ある記録によれば、13,470が戦死し、1,750が捕虜となり、鹵獲された記章は27本に上った。これらの数字は誇張されているかもしれないが、しかし大虐殺であったのは確かである」
（ティトゥス・リウィウス『ローマ建国史』、III 8）
この直後、両執政官の軍は合流し、これも合同していたウォルスキ・アエクイ軍を打ち破った。ルキウス・ルクレティウスはローマ郊外のカンプス・マルティウスに戦利品（ラティウムからの略奪品を含む）を3日間展示し、もとの持ち主が名乗り出れば返却した。この勝利により、ルキウス・ルクレティウスは凱旋式挙行の栄誉を得、他方ティトゥス・ウェトゥリウスは小凱旋式を実施した。
同年、護民官ガイウス・テレンティリウス・ハルサは、彼の名前をとって「テレンティリウス法案」と呼ばれる法案を提出した。この法案は、執政官の権限を制限する5人委員会を設立するというものであった。しかし、戦争の勝利もあって、この年にはこの法案に関する進展は無かった。この法案は紀元前451年/450年にローマ初の成文法である十二表法として実現する。

## 参考資料
1. 1 2  ハリカルナッソスのディオニュシオス『ローマ古代誌』、IX, 69
2. ↑  ティトゥス・リウィウス『ローマ建国史』、III 8-10
3. ↑  ティトゥス・リウィウス『ローマ建国史』、III 9